# Balantiopsis neocaledonica
Balantiopsis neocaledonica là một loài rêu trong họ Balantiopsaceae. Loài này được Pearson mô tả khoa học đầu tiên năm 1922.